# Jim Mitchell
Jim Mitchell (19 octobre 1946 - 2 décembre 2002) est un homme politique irlandais du Fine Gael qui est chef adjoint du Fine Gael de 2001 à 2002, ministre des Communications de 1984 à 1987, ministre des Transports et ministre des Postes et Télégraphes de 1982 à 1984, ministre de la Justice de 1981 à 1982 et lord-maire de Dublin de 1976 à 1977. Il est Teachta Dála (TD) de 1977 à 2002.

## Jeunesse
Il est né à Inchicore, Dublin, le septième enfant des cinq fils et cinq filles de Peter Mitchell, machiniste, et d'Eileen Mitchell (née Whelan). Il fait ses études à James's St. CBS, à l'école professionnelle d'Inchicore et au College of Commerce de Rathmines. À 14 ans, il entre à la brasserie Guinness en tant qu'ouvrier d'atelier. Tout en travaillant, il obtient son Leaving Certificate et étudie l'informatique le soir au Trinity College de Dublin. Après avoir obtenu son diplôme d’analyste informatique, il rejoint l’équipe informatique de Guinness au début des années 1970.
Mitchell débute son engagement politique en soutenant Seán MacBride, chef du républicain radical Clann na Poblachta aux élections générales de 1957. Il rejoint le Fine Gael en 1967, devenant le candidat de ce parti lors d'une élection partielle en 1970. Il n'est pas candidat au Dáil Éireann aux élections générales de 1973 dans le sud-ouest de Dublin et perd de nouveau aux élections partielles de 1976 dans la même circonscription, face à Brendan Halligan du Parti travailliste. Mitchell est élu à la Dublin Corporation en 1974. En 1976, à 29 ans, il devient le plus jeune lord-maire de Dublin.

## Carrière politique
Aux élections générales de 1977, il est élu au Dáil Éireann en tant que député Fine Gael pour la circonscription de Dublin Ballyfermot. Avec la perte du pouvoir du parti en 1977, le nouveau chef, Garret FitzGerald, nomme Mitchell comme porte-parole pour le Travail. Aux élections générales de 1981, Mitchell est élu dans la circonscription de Dublin Ouest et le Fine Gael augmente considérablement son nombre de sièges et forme un gouvernement de coalition avec le Parti travailliste. Lors de sa nomination au poste de Taoiseach, Garret FitzGerald provoque une certaine surprise en excluant de son cabinet certains des anciens ministres conservateurs les plus âgés. A leur place, de jeunes libéraux sont nommés, Mitchell recevant le poste de ministre de la Justice. Le gouvernement Fine Gael-Travail s'effondre en janvier 1982, mais reprend le pouvoir en décembre de la même année. Mitchell est de nouveau dans le cabinet FitzGerald, en tant que ministre des Postes et Télégraphes et ministre des Transports. Ces postes sont regroupés dans le poste de ministre des Communications en janvier 1984.
Mitchell accorde la licence d'aviation à la jeune compagnie aérienne Ryanair le 29 novembre 1985. Cette mesure est accordée malgré la forte opposition de la compagnie aérienne nationale irlandaise Aer Lingus, du Fianna Fáil et d'autres partis de gauche. La délivrance de la licence met fin à la mainmise d'Aer Lingus sur les vols à destination de Londres en provenance de la république d'Irlande.
Mitchell, qui est considéré comme faisant partie de l'aile libérale du Fine Gael mais n'a cependant pas les faveurs de John Bruton lorsqu'il devient chef du Fine Gael en 1990. Lorsque Bruton forme la Rainbow Coalition en décembre 1994, Mitchell n'est nommé à aucun poste ministériel.
Mitchell remporte les élections du Dáil en 1977, 1981, février 1982, novembre 1982, 1987, 1989, 1992 et 1997. Il se présente sans succès aux élections européennes de 1994 et 1999. Il est également directeur de campagne pour Austin Currie, le candidat du Fine Gael, à l'élection présidentielle de 1990. En 2001, Bruton est destitué de son poste de leader du Fine Gael et remplacé par Michael Noonan. Mitchell est son adjoint de 2001 à 2002.

## Président de la commission des comptes publics
Mitchell préside également le comité des comptes publics de l'Oireachtas. Sous la présidence de Mitchell, le comité commence à examiner les allégations de corruption et d'évasion fiscale à grande échelle dans le secteur bancaire, en particulier en ce qui concerne la taxe de rétention des intérêts sur les dépôts (DIRT). Il est établi qu'il existait une culture d'incitation à l'évasion fiscale au sein des banques irlandaises, qui permettait à des clients fortunés d'ouvrir des comptes bancaires non-résidents (off-shore, internationaux) sur lesquels de l'argent était transféré, permettant ainsi au titulaire du compte d'éviter de payer du DIRT. Le scandale contraint Allied Irish Banks à conclure un accord de 90 millions d'euros avec les Revenue Commissioners concernant l'évasion DIRT en 2000, en plus de milliers de fraudeurs fiscaux poursuivis, dont l'ancien ministre de la Justice Pádraig Flynn.

## Perte de siège et décès
Bien que considéré en politique comme l'un des « survivants » du Fine Gael, Mitchell perd son siège à Dublin Central aux élections de 2002. Cette élection voit un effondrement à grande échelle du vote du Fine Gael, le parti passant de 54 à 31 sièges au Dáil Éireann. Bien que Mitchell ait souffert du swing contre le Fine Gael à Dublin, il n'a pas été aidé par le fait qu'Inchicore, qui est considéré comme sa base dans la circonscription, a été transféré à Dublin South-Central. Jim a choisi de ne pas se présenter dans cette circonscription car son frère Gay est un député en exercice et se présentait pour sa réélection dans cette circonscription.
Mitchell avait déjà subi une greffe du foie pour tenter de vaincre une forme rare de cancer qui a coûté la vie à plusieurs de ses frères et sœurs. Bien que l'opération ait réussi, le cancer est réapparu et Mitchell est finalement décédé de la maladie en décembre 2002.